# نوبواکی یاناگیدا
نوبواکی یاناگیدا (انگلیسی: Nobuaki Yanagida؛ زادهٔ ۹ دسامبر ۱۹۷۰) بازیکن فوتبال اهل ژاپن است.
از باشگاه‌هایی که در آن بازی کرده‌است می‌توان به باشگاه فوتبال کاوازاکی فرونتال اشاره کرد.